# Gran Premi de la Indústria i l'Artesanat de Larciano 2019
El Gran Premi de la Indústria i l'Artesanat de Larciano 2019 va ser la 42a edició del Gran Premi de la Indústria i l'Artesanat de Larciano, una cursa ciclista d'un dia que es disputà el 10 de març 2019. La cursa formava part del calendari de l'UCI Europa Tour 2019 amb una categoria 1.HC.
El vencedor fou Maximilian Schachmann (Bora-Hansgrohe), que s'imposà a l'esprint al seu company d'escapada, Mattia Cattaneo (Androni Giocattoli-Sidermec) a l'arribada de Larciano.

## Equips
L'organització convidà a 25 equips a prendre part en aquesta cursa.
| WorldTeams (7)- Mitchelton-Scott - Katusha-Alpecin - EF Education First - Movistar Team - Groupama-FDJ - Bora-hansgrohe - UAE Team Emirates Equips continentals professionals (11)- Androni Giocattoli-Sidermec - Neri Sottoli-Selle Italia-KTM - Nippo Vini Fantini Faizanè - Bardiani CSF - Gazprom-RusVelo - Caja Rural-Seguros RGA - Team Novo Nordisk - Delko-Marseille Provence - Israel Cycling Academy - Arkéa-Samsic - Riwal Readynez Equips continentals (6)- Biesse Carrera Gavardo - Giotti Victoria-Palomar - Team Colpack - Petroli Firenze-Maserati-Hopplà - Dimension Data for Qhubeka - Sangemini-Trevigiani-MG.Kvis Equip nacional- Itàlia |
| |

## Classificació final
| \| Classificació general \| Classificació general \| Classificació general \| Classificació general \| Classificació general \| \| Corredor \| Corredor \| Equip \| Temps \| \| \| --------------------- \| ------------------------ \| ----------------------------- \| --------------------- \| --------------------- \| \| 1r \| Maximilian Schachmann \| Bora-Hansgrohe \| 4h 40' 01" \| \| \| 2n \| Mattia Cattaneo \| Androni Giocattoli-Sidermec \| + 0" \| \| \| 3r \| Andrea Vendrame \| Androni Giocattoli-Sidermec \| + 14" \| \| \| 4t \| Paolo Totò \| Unieuro Trevigiani-Hemus 1896 \| + 14" \| \| \| 5è \| Davide Villella \| Astana \| + 14" \| \| \| 6è \| Giovanni Visconti \| Neri Sottoli-Selle Italia-KTM \| + 14" \| \| \| 7è \| Ievgueni Xalunov \| Gazprom-RusVelo \| + 14" \| \| \| 8è \| Matteo Montaguti \| Androni Giocattoli-Sidermec \| + 14" \| \| \| 9è \| Eduard Prades i Reverter \| Movistar Team \| + 14" \| \| \| 10è \| Lucas Eriksson \| Riwal Readynez \| + 14" \| \| |                          |                               |            |
| |                          |                               |            |
| Font: ProCyclingStats |                          |                               |            |
| Classificació general |                          |                               |            |
| Corredor | Corredor                 | Equip                         | Temps      |
| 1r | Maximilian Schachmann    | Bora-Hansgrohe                | 4h 40' 01" |
| 2n | Mattia Cattaneo          | Androni Giocattoli-Sidermec   | + 0"       |
| 3r | Andrea Vendrame          | Androni Giocattoli-Sidermec   | + 14"      |
| 4t | Paolo Totò               | Unieuro Trevigiani-Hemus 1896 | + 14"      |
| 5è | Davide Villella          | Astana                        | + 14"      |
| 6è | Giovanni Visconti        | Neri Sottoli-Selle Italia-KTM | + 14"      |
| 7è | Ievgueni Xalunov         | Gazprom-RusVelo               | + 14"      |
| 8è | Matteo Montaguti         | Androni Giocattoli-Sidermec   | + 14"      |
| 9è | Eduard Prades i Reverter | Movistar Team                 | + 14"      |
| 10è | Lucas Eriksson           | Riwal Readynez                | + 14"      |